# Widerstand gegen die Staatsgewalt
Was unter Widerstand gegen die Staatsgewalt zu verstehen ist, richtet sich nach der jeweiligen nationalen Rechtsordnung.
Das deutsche Strafgesetzbuch fasst in einem Abschnitt den einem Amtsträger im Sinne des § 11 Abs.  1 Nr.  2 StGB und seiner Hilfsperson oder einem Soldaten der Bundeswehr bei der rechtmäßigen Amtsausübung durch Gewalt oder Drohung geleisteten Widerstand sowie den gegen ihn verübten tätlichen Angriff zusammen. Die einzelnen Tatbestände schützen die Durchsetzung des staatlichen Vollstreckungsinteresses und Gewaltmonopols.
Im Recht Österreichs und der Schweiz sind darunter jeweils einzelne Strafnormen zu verstehen.

## Deutschland
In Deutschland umfasst der Widerstand gegen die Staatsgewalt die Tatbestände Öffentliche Aufforderung zu Straftaten (§ 111 StGB), Widerstand gegen Vollstreckungsbeamte (§ 113 StGB), Tätlicher Angriff auf Vollstreckungsbeamte (§ 114 StGB), Widerstand gegen oder tätlicher Angriff auf Personen, die Vollstreckungsbeamten gleichstehen (§ 115 StGB), Gefangenenbefreiung (§ 120 StGB) und Gefangenenmeuterei (§ 121 StGB). 
Strafbare Widerstandshandlungen sind abzugrenzen von dem Widerstandsrecht aus Art. 20 Abs. 4 GG, wonach alle Deutschen das Recht zum Widerstand gegen jeden haben, der es unternimmt, die verfassungsmäßige Ordnung, die Art. 20 GG festlegt, zu beseitigen.

## Österreich
In Österreich gilt jede Hinderung einer Behörde oder eines Beamten an einer rechtmäßigen Amtshandlung sowie die Nötigung zu einer Amtshandlung durch Drohung oder Gewalt als Widerstand gegen die Staatsgewalt. Hier können Freiheitsstrafen bis zu drei Jahren, in besonders schweren Fällen bis zu fünf Jahren die Folge sein (§ 269 StGB). Als Widerstand gegen die Staatsgewalt wird bei uno actu erfolgter Hinderung mehrerer amtshandelnder Beamter, die ein gemeinsames Ziel verfolgen, beispielsweise die Amtshandlung der Festnahme und Fixierung des Angeklagten am Boden nur ein Mal verwirklicht.

## Schweiz
In der Schweiz wird der Widerstand gegen die Staatsgewalt nach Art. 285 f. des Schweizer StGB geregelt.